# Foment Cultural i Artístic (Molins de Rei)
El Foment Cultural i Artístic és un edifici històric de Molins de Rei, d'ús social que va ser construït l'any 1921 després de la creació de l'entitat, l'any 1920, amb motiu de la fusió de diverses associacions per la voluntat d'un sector de la societat de la vila de disposar d'un local on relacionar-se i d'esbargiment per a les seves activitats socials i culturals. L'associació comptava, en els seus inicis, amb diverses seccions; la que li va donar més popularitat va ser la de teatre gràcies a l'Estudi d'Art Dramàtica. Encara que actualment s'anomena Foment Cultural i Artístic, en un primer temps era conegut per Foment Agrícola, Comercial i Industrial, i el seu impuls s'entén dins del context d'uns anys, sobretot entre final del segle xix i principi del xx, caracteritzats per la proliferació d'entitats associatives.
Des del punt de vista artístic, l'edifici es pot situar dins la influència formal del neoclassicisme, encara que en aquesta època ja presentava una certa llibertat en l'ús dels elements decoratius. Dins dels espais que acull al seu interior destaquen la sala del cafè i el teatre a la italiana, amb un original sistema de platea basculant que permet adaptar-ne la inclinació a les necessitats de l'espectacle. En la restauració de final del segle xx es va incorporar el treball pictòric de Jordi Pedrola a la cúpula del cafè i al sostre del teatre.